# Tom Huddlestone
Thomas Andrew „Tom“ Huddlestone (* 28. Dezember 1986 in Nottingham) ist ein ehemaliger englischer Fußballspieler. Er spielte zumeist im zentralen Mittelfeld oder gelegentlich auf der Innenverteidigerposition.

## Sportlicher Werdegang
Im Alter von 16 Jahren debütierte Huddlestone in der zweiten englischen Liga am ersten Spieltag der Saison 2003/04. Bei der 0:3-Niederlage seines Klubs Derby County gegen Stoke City verlief der Einstand zwar insgesamt erfolglos, aber die Darbietung des Jungprofis wurde mit der Auszeichnung als bester Spieler („Man of the Match“) belohnt. Dass ein derart junger Spieler an seinem 18. Geburtstag auf 1½ Jahre als Stammspieler in der zweitklassigen Football League Championship zurückblicken konnte, blieb auch den größeren Klubs in der Premier League nicht verborgen und so sicherte sich Tottenham Hotspur im Januar 2005 für eine Ablösesumme von (Medienberichten zufolge) drei Millionen Pfund Huddlestones Dienste ab dem Sommer 2005. Im alten Jahr 2005 blieb er jedoch bei den „Spurs“ noch ohne eigenen Einsatz; stattdessen bestritt er in der Zeit zwischen Oktober 2005 und Januar 2006 insgesamt 13 Meisterschaftsspiele für den Zweitligisten Wolverhampton Wanderers – dort schoss er am 18. November 2005 auch sein erstes Tor, gegen seinen Ex-Klub Derby County. Nach seiner Rückkehr debütierte er auch in Tottenham, verlor jedoch als Einwechselspieler gegen den Stadtrivalen FC Fulham 0:1.
Am 14. September 2006 bestritt Huddlestone im UEFA-Pokal gegen Slavia Prag (1:0) seine erste Partie für die Spurs von Beginn an und knapp zwei Monate später folgte im Ligapokal gegen Port Vale das erste Tor, mit seinem zweiten Treffer sorgte er für die Entscheidung im Spiel. Gegen Ende der Spielzeit 2006/07 etablierte er sich immer mehr im zentralen Mittelfeld und wurde so zu einem der vielversprechendsten englischen Talente gehandelt – der ehemalige Trainer Martin Jol verglich die Spielmacherfähigkeiten, Schusstechnik und Vielseitigkeit mit denen von Michael Carrick und Franz Beckenbauer. Dazu zählten auch die gelegentlichen Partien auf der Innenverteidigerposition sowohl bei Tottenham als auch für die englische U-21-Nationalmannschaft.
Am 25. Dezember 2006 unterzeichnete er in London einen neuen Vertrag über 4½ Jahre, den er 1½ Jahre später noch einmal bis zum Ende der Saison 2012/13 verlängerte. In 2008 errang er mit dem Ligapokal seinen ersten bedeutenden Titel – im Finale, das mit 2:1 nach Verlängerung gegen den FC Chelsea gewonnen werden konnte, wurde er nach rund einer Stunde für Pascal Chimbonda eingewechselt.
Zur Saison 2013/14 wechselte Huddlestone zu Hull City. Er unterschrieb einen Dreijahresvertrag bis zum 30. Juni 2016.
Am 15. Juli 2017 gab der Zweitligist Derby County die Verpflichtung von Huddlestone bekannt. Nach dem Ende seines Engagements im Jahr 2020 blieb er im Profifußball vereinslos, bevor er sich für die Saison 2021/22 wieder seinem Ex-Klub Hull City anschloss. Seit der Spielzeit 2022/23 spielt er exklusiv für die U21-Mannschaft von Manchester United in der Premier League 2, wo er nun auch teilweise für das Training der Mannschaft verantwortlich sein soll.

## Englische Nationalmannschaft
Huddlestone hatte bereits für die englische U-17- und U-19-Auswahl gespielt, bevor er Stammspieler in der U-21-Nationalmannschaft wurde. Dort stand er auch im Kader für die EM 2007 in den Niederlanden und bestritt dort zwei Partien; eine rote Karte sorgte jedoch für sein vorzeitiges Turnierende. Im Oktober 2008 erzielte er ein Freistoßtor im Ausscheidungsrückspiel gegen Wales und durch den 2:2-Endstand qualifizierte sich das Team für die EM 2009 in Schweden. Demgegenüber stand jedoch Huddlestones erneuter Platzverweis nach einem groben Foul gegen Darcy Blake und auch das Turnier selbst verpasste Huddlestone aufgrund einer erlittenen Knieverletzung.
Nachdem er bereits von Fabio Capello für die Partien gegen die USA sowie Trinidad und Tobago nominiert worden war, absolvierte Huddlestone am 14. November 2009 bei der 0:1-Niederlage gegen Brasilien mit einem rund zehnminütigen Kurzeinsatz sein erstes Länderspiel für die englische A-Nationalmannschaft.

## Titel und Erfolge
Tottenham Hotspur
- Englischer Ligapokalsieger: 2008